# Boyd (Teksas)
Boyd – miasto w Stanach Zjednoczonych, w stanie Teksas, w hrabstwie Wise. Według spisu ludności z roku 2000 w Boyd mieszkało 1 099 mieszkańców.